# Gemeinde-Unfallversicherungsverband Oldenburg

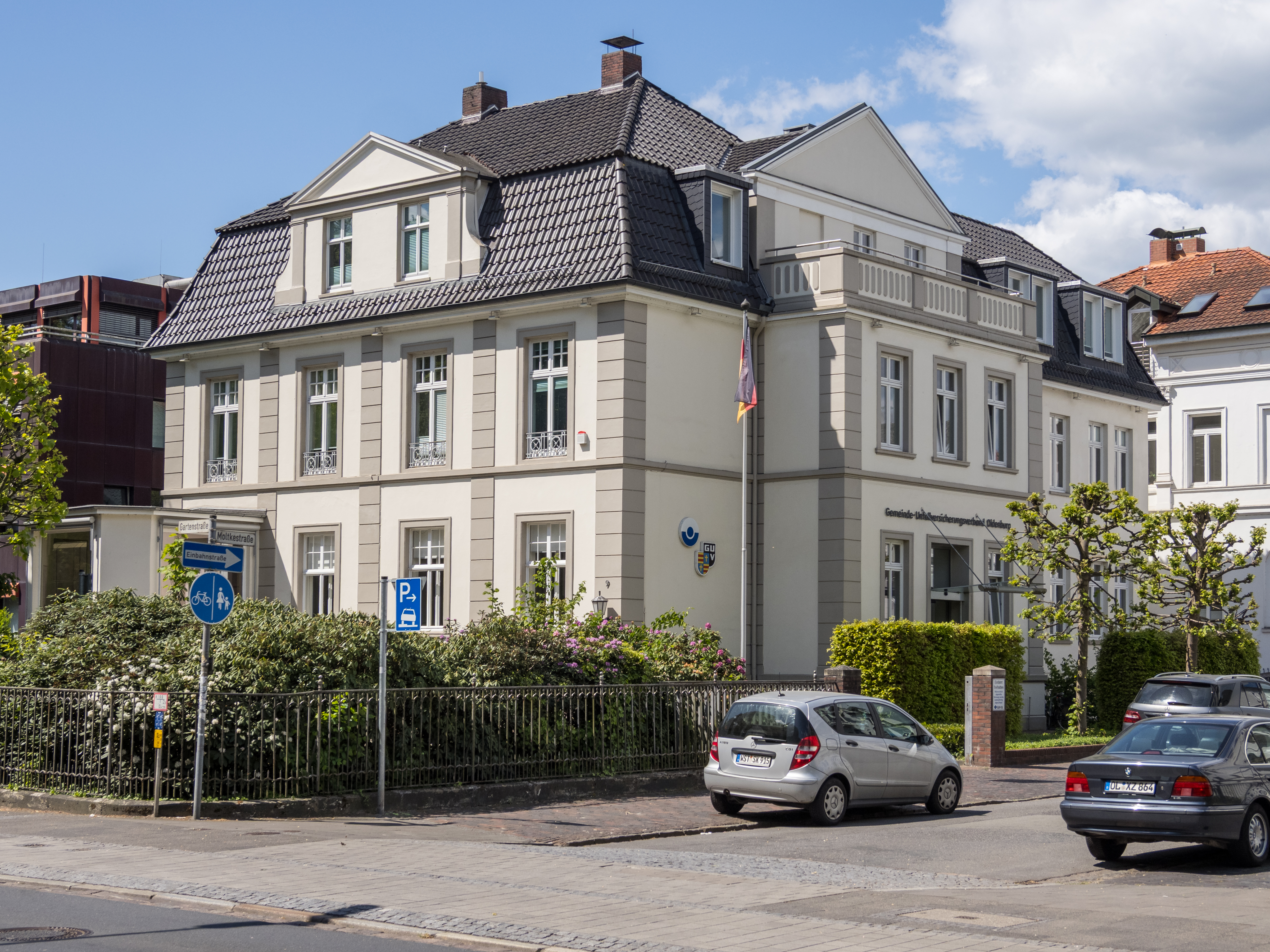
GUV in der Gartenstr. 9 in Oldenburg

Der Unfallversicherungsverband Oldenburg ist eine rechtsfähige landesunmittelbare Körperschaft des öffentlichen Rechts mit Selbstverwaltung. Er gehört zu den nach § 114 SGB VII aufgeführten Unfallversicherungsträgern und ist Bestandteil der Gesetzlichen Unfallversicherung.
Der Verband ist Mitglied des Vereins Deutschen Gesetzlichen Unfallversicherung (DGUV).

## Geschichte
Der Verband feierte im Jahre 2011 sein 75-jähriges Jubiläum.
Die Stadt Oldenburg hatte 1928 beim Bremer Senat beantragt, einen gemeinsamen Gemeinde-Unfallversicherungsverband zu errichten, der zum 1. Januar 1931 seine Arbeit aufnahm. Nachdem das nationalsozialistische Regime 1935 das kommunale Selbstverwaltungsrecht außer Kraft gesetzt und verfügt hatte, dass die örtlich zuständigen Landesversicherungsanstalten und die Gemeinde-Unfallversicherungsverbände eine Verwaltungsgemeinschaft unter einheitlicher Führung zu bilden hätten, wurde der Gemeinde-Unfallversicherungsverband, Landesteil Oldenburg, für die Gemeindeverbände und Gemeinden gegründet, dem sich die Stadt Oldenburg anschloss und der zum 1. Januar 1936 seine Arbeit aufnahm. Erster Leiter des Verbandes wurde der Leiter der Landesversicherungsanstalt Oldenburg-Bremen, Ober-Regierungsrat Seelmann-Eggebert.
Am 13. August 1952 trat das Selbstverwaltungsgesetz in Kraft, wonach die Selbstverwaltung auch in der Sozialversicherung wieder eingeführt wurde. Mit dem Gesetz über die Unfallversicherung der Schüler 1971 übernahmen die kommunalen Versicherungsträger eine neue Aufgabe, die zu einer erheblichen Ausweitung ihrer Geschäftstätigkeit führte.
Am 1. Januar 1972 übernahm der Verband vollständig die bisher von der Landesversicherungsanstalt Bremen durchgeführten Arbeiten in Eigenregie.
Mit der  Verwaltungs- und Gebietsreform von 1978 geriet die örtliche Zuständigkeit des Verbands in eine Schwebe, die erst 1980 mit einer eigenen Verordnung der Landesregierung wieder bereinigt wurde. Mit der Einführung der Pflegeversicherung 1995 kam ein weiterer Aufgabenbereich hinzu. 1998 wurde mit der Landesregierung eine eigene Zuständigkeit für den Arbeitsschutz vereinbart. 2008 wurde die länderübergreifende Verwaltungsgemeinschaft VGplus mit den Unfallversicherungsverbänden Bremen und Braunschweig vereinbart.

## Aufgaben
Die Aufgaben des Verbands gliedern sich in die Bereiche Prävention sowie Rehabilitation und Leistungen. Insbesondere soll er nach Maßgabe des Siebten Buches Sozialgesetzbuch (SGB VII) mit allen geeigneten Mitteln für die Verhütung von Arbeitsunfällen, Berufskrankheiten sowie arbeitsbedingten Gesundheitsgefahren sowie für eine wirksame Erste Hilfe sorgen und nach Eintritt von Arbeitsunfällen oder Berufskrankheiten die Gesundheit und die Leistungsfähigkeit der Versicherten mit allen geeigneten Mitteln wiederherstellen und sie oder ihre Hinterbliebenen durch Geldleistungen entschädigen.
Im Rahmen der VGplus-Vereinbarung über eine Verwaltungsgemeinschaft des Gemeinde-Unfallversicherungsverbands Oldenburg, des Braunschweigischen Gemeinde-Unfallversicherungsverbands und der Unfallkasse der Freien Hansestadt Bremen nimmt die Geschäftsführung des Verbands folgende Aufgaben federführend wahr: Innenrevision, Finanzmanagement, Rehabilitation und Leistung, Haushaltshilfen, Widerspruchs- und Sozialgerichtsverfahren. Die VGplus-Gemeinschaft hat eine Vereinbarung über eine enge Zusammenarbeit mit der Feuerwehr-Unfallkasse Niedersachsen (FUK Nds) geschlossen.

## Zuständigkeitsbereich
Die örtliche Zuständigkeit des Verbandes umfasst die kreisfreien Städte Delmenhorst, Oldenburg und Wilhelmshaven sowie die Landkreise Ammerland, Cloppenburg, Friesland, Oldenburg, Vechta und Wesermarsch einschließlich deren kreisangehörige Städte und Gemeinden.

## Geschäftstätigkeit

### Unternehmen
Er ist in seinem Gebiet der zuständige Unfallversicherungsträger
- für die Unternehmen der Gemeinden und Gemeindeverbände,
- für in selbstständiger Rechtsform betriebene Unternehmen, an denen Gemeinden oder Gemeindeverbände unmittelbar oder mittelbar die Mehrheit der Kapitalanteile auf sich vereinen oder auf ihre Führungsorgane einen ausschlaggebenden Einfluss haben,
- für in selbständiger Rechtsform betriebene Unternehmen, für die der Verband vor dem 1. Januar 2005 zuständig war
- für Körperschaften, Anstalten oder Stiftungen des öffentlichen Rechts, für die der Verband nach anderen gesetzlichen Vorschriften Versicherungsträger geworden ist,
- für Haushalte,
- für Unternehmen zur Hilfe bei Unglücksfällen, soweit für sie nicht ein anderer Träger der Unfallversicherung zuständig ist,
- für sich und seine eigenen Unternehmen.

### Versicherte
In seiner Zuständigkeit gehören zum Kreis der versicherten Personen
- Beschäftigte in den zugehörigen Unternehmen,
- Lernende während der beruflichen Aus- und Fortbildung in Betriebsstätten, Lehrwerkstätten, Schulungskursen und ähnlichen Einrichtungen,
- Personen, die sich Untersuchungen, Prüfungen oder ähnlichen Maßnahmen unterziehen,
- Behinderte Menschen, die in anerkannten Werkstätten für behinderte Menschen oder in Blindenwerkstätten oder für diese Einrichtungen in Heimarbeit tätig sind,
- Kinder in Kindertageseinrichtungen i. S. des § 45 SGB VIII,
- Schüler an allgemeinbildenden und berufsbildenden Schulen,
- Studierende während der Aus- und Fortbildung an Hochschulen,
- Personen, die selbständig oder unentgeltlich, insbesondere ehrenamtlich im Gesundheitswesen oder der Wohlfahrtspflege tätig sind,
- Ehrenamtlich Tätige, soweit die Tätigkeit für eine kommunale Körperschaft, Anstalt oder Stiftung des öffentlichen Rechts erfolgt oder sie an deren Ausbildungskursen teilnehmen,
- Personen, die in Unternehmen zur Hilfe bei Unglücksfällen oder bei gemeiner Gefahr oder Not aktiv Hilfe leisten, die Blut- und Gewebe spenden, die zur Unterstützung einer Diensthandlung herangezogen werden oder eine Tätigkeit als Notärztin oder Notarzt im Rettungsdienst ausüben.,
- Personen, die an vorbeugenden Maßnahmen teilnehmen,
- Personen, die bei der Schaffung öffentlich geförderten Wohnraums im Sinne des Zweiten Wohnungsbaugesetzes im Rahmen der Selbsthilfe tätig sind, wenn öffentliche Mittel nach § 16 Abs. 1 II. WoBauG bewilligt wurden.
- Personen, die bei kurzen Bauarbeiten privater Bauherren mithelfen,
- Personen, die an Maßnahmen zur Hilfe zur Arbeit, die von den Trägern der Sozialhilfe durchgeführt werden, teilnehmen.
- Pflegepersonen nach dem Pflegegesetz.
- Personen, die in einem Freiwilligendienst aller Generationen arbeiten

## Finanzierung
Die auf die Unternehmen (Städte, Gemeinden, Landkreise) entfallenden Aufwendungen werden nach der Einwohnerzahl aufgrund der jeweils aktuellen Fortschreibungszahlen der letzten Volkszählung umgelegt. Bei selbständigen Unternehmen und privaten Haushalten werden die Aufwendungen nach der Zahl der Versicherten im Jahr vor der Beitragszahlung umgelegt. Die Arbeitgeber haben für jeden in einem Kalenderjahr Beschäftigten, der in der Unfallversicherung versichert ist, zum 1. Februar des Folgejahres eine besondere Jahresmeldung zur Unfallversicherung zu erstatten.
Zurzeit (2019) gelten folgende Beitragssätze:
In der allgemeinen Unfallversicherung werden auf kommunaler Ebene je Einwohner 4,85 Euro von den kreisfreien Städten, 1,94 Euro von den Landkreisen und 2,91 Euro von den kreisangehörigen Städten und Gemeinden erhoben. Die selbständigen Unternehmen zahlen je Versichertem 95,00 Euro, Haushaltungen 50,00 Euro und Krankenhäuser 170,00 Euro. In der Unfallversicherung der Schülerinnen und Schüler werden 71,20 Euro je Versichertem erhoben.